# Walter HWK 109-500
Le Walter HWK 109-500 était un moteur-fusée à ergols liquides, développé au cours de la Seconde Guerre mondiale à partir de 1939 par le constructeur allemand Hellmuth Walter Kommanditgesellschaft (en) (HWK). Monté dans des nacelles amovibles fixées sous les ailes, il servait d'unité de propulsion d'appoint pour de nombreux appareils du Troisième Reich, en particulier le sous-motorisé Arado Ar 234B à turboréacteurs Jumo 004, lorsqu'il était lourdement chargé en emports externes.
Entré en service en 1942, il fut produit à plus de 6 000 exemplaires par Heinkel, tout au long du conflit.

## Conception et développement
Le HWK 109-500 – « 109 » étant le préfixe donné par le Ministère de l'Aviation du Reich (RLM) à tous les moteurs à réaction produits au cours de la guerre –, fut conçu à partir de 1939. Il fut dérivé d'une unité prototype désignée RI-200 dotée d'un moteur dit « moteur froid » qui pouvait être largué en vol, développé à partir de 1937, et produisant une poussée de 500 kgp (4,90 kN) pendant 30 secondes. La démonstration du fonctionnement de ces systèmes Starthilfe (assistance au décollage) par un bombardier Heinkel He 111 fut considérée comme l'attraction majeure d'une revue présentée à Hitler et ses généraux en 1939, année à laquelle fut d'ailleurs présenté un premier prototype de chasseur à moteur-fusée, le Heinkel He 176. Le moteur entra ensuite en production en série chez le constructeur Heinkel, sous la désignation interne de RI-202.

## Caractéristiques
Le 109-500 était un moteur-fusée d'assistance au décollage (ancêtre des fusées JATO actuelles) modulaire, contenu intégralement à l'intérieur d'une nacelle amovible, installée sous l'aile de l'avion à propulser. Une fois le carburant consommé, la nacelle était larguée et retournait à terre suspendue à un parachute. Le parachute était installé à l'extérieur de la nacelle, sur sa face avant.
Le moteur était dit « froid » car il utilisait un monergol, désigné « T-Stoff », décomposé par catalyse avec une substance à base de permanganates, désigné « Z-Stoff ». Constitué à 80 % de peroxyde d'hydrogène, le T-Stoff était décomposé en vapeur d'eau et oxygène lorsqu'il était mis en contact avec le Z-Stoff, produisant ainsi de la poussée. Le moteur suivant conçu par Walter, le HWK 109-509, employait, lui, un mélange utilisant du « C-Stoff » et dégageait une importante quantité de chaleur, d'où l'appellation de moteur « chaud ».
Le T-Stoff était stocké à l'intérieur d'un réservoir volumineux à l'avant occupant la majeure partie de la nacelle, alors que le Z-Stoff était contenu dans un petit réservoir situé au-dessus de la chambre de combustion. Ces ergols étaient amenés par de l'air comprimé provenant d'un réseau de cinq réservoirs vers la chambre où se produisait la réaction, qui était dotée d'une cloison interne hélicoïdale fixe afin de maximiser le temps d'exposition entre le monergol et le catalyseur, ce qui rendait plus complète la réaction entre ces deux éléments. Une fois la réaction effectuée, les gaz chauds étaient expulsés vers l'arrière par la tuyère du moteur.

## Applications
- Arado Ar 234B : Deux unités sont présentées installées sous les ailes du seul exemplaire survivant et restauré de l'Ar 234B, exposé au National Air and Space Museum, à Washington, aux États-Unis ;
- Blohm & Voss BV 138
- Dornier Do 18
- Heinkel He 111
- Messerschmitt Me 321
- Messerschmitt Me 323 Gigant : Utilisé par groupes de trois moteurs (six en tout)[5]